# Poliovirus
Poliovirus, PV, er en virus, der forårsager polio, poliomyelitis. Poliovirus inficerer og forårsager sygdom kun hos mennesker og koloniserer svælget og mave-tarmkanalen, spreder sig til centralnervesystemet og medfører lammelser. Med et globalt vaccinationsprogram er poliovirus efter et halvt århundrede næsten udryddet globalt og forekommer i 2020 kun i Afghanistan, Pakistan og Nigeria.
Poliovirus er et medlem af virusslægten Enteroviridae i virusfamilien Picornaviridae.
Poliovirus’ struktur er meget enkel, bestående af et genom af positivt polariseret RNA indkapslet i en kapsid (proteinskal). Tre serotyper af poliovirus er identificeret  - poliovirus type 1 (PV1), type 2 (PV2) og type 3 (PV3) - hver med et lidt anderledes kapsidprotein. Alle tre er ekstremt virulente og giver de samme sygdomssymptomer. PV1 er den hyppigst forekommende form og den, der er mest forbundet med lammelse.
For at sikre at poliovirus ikke igen vil manifestere sig i befolkningerne, deltager Danmark i WHO’s plan for indeslutning af poliovirus.

## Historisk
Poliovirus blev først isoleret i 1909 af Karl Landsteiner og Erwin Popper. Strukturen af virussen blev først belyst ved hjælp af røntgenstrålediffraktion af Rosalind Franklin, der viste at poliovirus har icosahedral symmetri. 
I 1981 blev genomet offentliggjort af to forskellige forskerteams: af Vincent Racaniello og David Baltimore på MIT og af Naomi Kitamura og Eckard Wimmer ved Stony Brook University. Poliovirus er en af de mest velkarakteriserede virus og er blevet et nyttigt modelsystem til forståelse af biologien af RNA-virus.
Den danske virusforsker Ebba Lund er kendt for undersøgelser af spredning og inaktivering af poliovirus.

## Systematik
Poliovirus hører til virusslægten Enterovirus, som er en del af virusfamilien Picornaviridae. Andre sygdomsforårsagende picornavirus er Rhinovirus (forkølelsesvirus), Hepatitis A-virus og mund og klovsyge-virus.

## Genom
Genomet er positivt polariseret RNA, der er indesluttet i den virale partikel, og det kan således bruges som messenger-RNA og umiddelbart oversættes af værtscellen. Ved infektionen kaprer virussen cellens oversættelsesmaskineri, hvilket forårsager hæmning af den cellulære proteinsyntese til fordel for virusspecifik proteinproduktion.  I modsætning til værtscellens mRNA er 5'enden af poliovirus RNA ekstremt lang - over 700 nukleotider - og meget struktureret. Denne region af det virale genom indeholder bl.a. et internt ribosomindgangssted (IRES).  
Poliovirus RNA oversættes som et langt polypeptid. Dette polypeptid spaltes af proteaser i ca. 10-11 individuelle proteiner. 

## Proteiner
- 3D-pol, en RNA-afhængig RNA-polymerase, hvis funktion er at fremstille flere kopier af det virale RNA-genom
- 2Apro og 3Cpro / 3CDpro, proteaser, som spalter det virale polypeptid
- VPg (3B), et lille protein, der binder viralt RNA og er nødvendigt til syntese af viral positiv og negativ streng RNA
- 2BC, 2B, 2C, en ATPase
- 3AB, 3A, 3B proteiner, der omfatter det proteinkompleks, der er nødvendigt til virusreplikation
- VP0, som yderligere er spaltet i VP2 og VP4, VP1 og VP3, proteiner der hver i et antal af 60 udgør det virale kapsid [6]

## Celleinfektions-og replikationsfaser
Virionen hæfter sig på værtens epitelceller via overfladeproteinet CD155 på og optages via endocytose, og det virale RNA frigives. Oversættelse af det virale RNA sker ved en IRES-medieret mekanisme. Polyproteinet spaltes, hvilket giver de modne virale proteiner. RNA med positiv polarisering fungerer som skabelon til den komplementære negativt polariserede streng. Mange positive RNA-kopier produceres fra den enkelte negative streng. De nyligt syntetiserede RNA-molekyler med positiv polarisering kan tjene som skabeloner til translation af flere virale proteiner eller kan indesluttes i en kapsid, som i sidste ende bliver til afkomsvirioner. Lysis af den inficerede celle resulterer i frigivelse af infektiøse viruspartikler. 

## Vaccine
Den forskningsmæssige udvikling af cellekulturer til dyrkning af poliovirus førte to vacciner: Salks inaktiverede og Sabins svækkede vaccine.